# Astragalus peterae
Astragalus peterae är en ärtväxtart som beskrevs av Hse Tao Tsai och Ta Fuh Yu. Astragalus peterae ingår i släktet vedlar, och familjen ärtväxter. Inga underarter finns listade i Catalogue of Life.